# Munequita pulchra
Genre
Espèce
Munequita pulchra, unique représentant du genre Munequita, est une espèce d'opilions eupnois de la famille des Sclerosomatidae.

## Distribution
Cette espèce est endémique de l'État de São Paulo au Brésil. Elle se rencontre vers Juquiá .

## Publication originale
- Mello-Leitão, 1941 : « Opiliões coligidos por Antenor Leitão de Carvalho no Tapirapés. » Revista Brasileira de Biologia, vol. 1, no 4, p. 435–442.